# Leucania tangens
Leucania tangens là một loài bướm đêm trong họ Noctuidae.